# Gemella haemolysans
Gemella haemolysans - to kulista bakteria spotykana u człowieka najczęściej w wydzielinie z dróg oddechowych. Ściana komórkowa jest zbudowana podobnie jak u bakterii Gram (+), jednak barwi się Gram chwiejnie. Wzrasta na podłożach tlenowych lub beztlenowych w przedziale temperatur od 22 do 37 °C. Na pożywce z krwią wywołuje β-hemolizę.